# Горбуновский сельсовет (Загорский район)
Горбуновский сельсовет — упразднённая административно-территориальная единица, существовавшая на территории Московской губернии и Московской области до 1954 года.
Золотиловский сельсовет был образован в первые годы советской власти. По данным 1918 года он входил в состав Хотьковской волости Дмитровского уезда Московской губернии.
В 1921 году Хотьковская волость была передана в Сергиевский уезд.
В 1925 году к Золотиловскому с/с был присоединён Машинский с/с.
По данным 1926 года в состав сельсовета входили 6 населённых пунктов — Гаврилково, Горбуново, Золотилово, Машино, Подушкино и Шапилово, а также 1 фабрика.
В 1929 году Золотиловский с/с был отнесён к Сергиевскому (с 1930 — Загорскому) району Московского округа Московской области. При этом он был переименован в Горбуновский сельсовет.
13 ноября 1938 года посёлок Горбуновской фабрики был передан из Горбуновского с/с в черту новообразованного рабочего посёлка Хотьково. Одновременно из упразднённого Хотьковского с/с в Горбуновский было передано селения Подушкино.
14 июня 1954 года Горбуновский с/с был упразднён. При этом его территория вместе с Морозовским и Репиховским с/с была объединена в Митинский с/с.